# Werner (Adelsgeschlecht)
Werner war der Name von vier aufeinanderfolgenden Gaugrafen, die während der Regierungszeit der mit ihnen verwandten salischen Könige im 11. Jahrhundert großen Einfluss im Reich gewannen. Ihr Geschlecht stammte aus Schwaben und erlangte zunehmenden Einfluss in Hessen. Zumindest seit Werner I. hielt die Familie das erbliche Reichsamt des primicerius et signifer regis, des Vorstreiters und Bannerträgers des Königs, das mit dem Reichslehen von Burg und Stadt Grüningen (heute Markgröningen) verbunden war.

## Vier Grafen Werner als Reichssturmfähnriche
- Der aus dem schwäbischen Hochadel stammende Werner „von Winterthur“ wurde von König Konrad II. 1024 als Vogt des Klosters Kaufungen und 1027 nach dem Tode des letzten Konradiners im Hessengau als Gaugraf in Nordhessen eingesetzt. Er und seine Nachfahren wurden daraufhin auch als Grafen von Maden bezeichnet. Graf Werner erwarb in den folgenden Jahren zudem Besitz im Lahngau, so u. a. die Grafschaft Ruchesloh. Werner I. fiel am 22. August 1040 beim Feldzug König Heinrichs III. gegen Břetislav I. von Böhmen.[1]

- Sein Sohn und Nachfolger als Reichssturmfähnrich, Werner II. „vom Neckargau“, fiel zusammen mit seinem Bruder Adalbert II. von Winterthur und ihrem Vetter Burkhard II. von Nellenburg am 18. Juni 1053 in der Normannenschlacht bei Civitate. Werner II. zählte zu den Anführern des überwiegend aus Schwaben rekrutierten deutschen Kontingents im vernichtend geschlagenen Heer des mit ihnen verwandten Papstes Leo IX.[2]

- Werner III. († 1065) war vermutlich der erste, der sich auch „Werner von Grüningen“ nannte, wohl um damit anzuzeigen, dass er ein Spross der Familie war, die das Amt des Reichssturmfähnrichs und die damit verknüpfte Grafschaft Grüningen erblich innehatte. Er hatte neben der Kaiserinwitwe Agnes von Poitou und dem Erzbischof Adalbert von Bremen erheblichen Einfluss auf den jungen König Heinrich IV. und die Reichspolitik, wurde aber schon 1065 im Alter von nicht einmal 25 Jahren in einem Handgemenge in Ingelheim erschlagen.[3]

- Werner IV. „von Grüningen“ begleitete Heinrich IV. und Heinrich V.[4] Er hatte auf Grund der erfolgreichen Arrondierungspolitik seiner Vorfahren und von Erbschaften ausgedehnten Besitz im Hessengau und Lahngau, im Raum Lorch und Worms sowie im Neckargau, Thurgau und im Elsaß. Zudem hatte er die Vogteien über die Klöster Breitenau, Hasungen, Kaufungen und Zwiefalten sowie des Stiftes Fritzlar. Als er 1121 ohne männlichen Nachfolger starb, war der Reichssturmfähnrich der mächtigste Graf in Hessen.

## Nachlass
Bis auf das Wittum seiner Gattin Gisela vermachte Werner IV. seine hessischen Eigengüter an das Kloster Breitenau. Seine hessischen Lehensrechte fielen zunächst an Giso IV. aus dem Grafengeschlecht der Gisonen, die im Oberlahngau weitläufigen Besitz hatten, kam aber nach dem Tod von dessen Sohn Giso V. im Jahre 1137 über Hedwig, die Erbtochter Gisos IV., an den Landgrafen Ludwig I. von Thüringen.
Die Grafschaft Ruchesloh hingegen fiel teilweise an die Herren von Merenberg auf der Burg Gleiberg und teilweise an die Bilsteiner, deren Anteil dann durch Erbfall ebenfalls an Ludwig von Thüringen überging. Die Merenberger verkauften einen Teil ihrer Rechte (den südlichen Teil der Grafschaft) 1237 an Erzbischof Siegfried III. von Mainz, was in der Folgezeit zu langem Streit zwischen dem Erzstift und der Landgrafschaft Hessen führte.
Vom schwäbischen Nachlass profitierten verschiedene Geschlechter, darunter die Herren und späteren Grafen von Württemberg.